# Christian Eriksen
Christian Dannemann Eriksen (Middelfart, 1992. február 14. –) dán válogatott labdarúgó, középpályás.
Pályafutását a Middelfart G&BK csapatánál kezdte. Ezután három évre aláírt a szintén dán Odense Boldklub csapatához. 2008-ban igazolt Hollandiába, az AFC Ajaxhoz és itt kezdte meg profi pályafutását is 2009-ben. Egészen 2013-ig játszott az amszterdami csapatnál, amikor Londonba igazolt, a Tottenhamhez. Már fiatalon több díjat elnyert. 2008-ban ő lett a dán U17-es válogatottban az "Év tehetsége", 2011-ben pedig a "Legjobb fiatal játékos" és az "Év tehetsége" az Eredivisie-ben. Az Év dán labdarúgója 2013-ban, 2014-ben, 2015-ben és 2018-ban.
A felnőtt válogatottban 2010 márciusában debütált Ausztria ellen. A 2010-es dél-afrikai világbajnokságon is tagja volt a dán válogatottnak. Ő volt a torna legfiatalabb játékosa.

## Pályafutása

### Fiatalkora
Christian Eriksen szülővárosának csapatában, a Middelfart G&BK-ban kezdte a labdarúgást, hároméves korában. Egészen 2005-ig volt a klub játékosa, majd az Odense Boldklub csapatához igazolt, akikkel a dán ifjúsági bajnokságban szerepelt. Abban az évben egészen az elődöntőig jutottak, de azt elvesztették a Brøndby IF ellen, ennek ellenére ő kapta a torna "Legtechnikásabb játékosa" díjat. A következő évben megnyerték a tornát és Eriksen lőtte a döntőbeli egyetlen gólt. Ezek után tagja lett a Dán U17-es, U18-as és az U19-es válogatottaknak is. Több európai sztárklub – a Chelsea, az FC Barcelona és az AC Milan – is érdeklődött felőle, de ő végül az AFC Ajax csapatát választotta. 2008-ban igazolt Hollandiába.

### AFC Ajax
2008. október 17-én jelentette be az Ajax, hogy Eriksen aláírta a két és fél éves szerződését. Az Odense Boldklub 1 millió eurót kapott a játékosért. Az átigazolása utáni első szezonban Eriksen még csak az utánpótláscsapat, a Jong Ajax tagja volt.

Így kezdődött számára a 2009–2010-es szezon is. Végül 2010. január 17-én, a NAC Breda ellen debütált először az felnőttcsapatban. Ebben a szezonban az 51-es mezszámot kapta. Az Ajax akkori edzője, Martin Jol nagyon jó véleménnyel volt a játékáról. A csapat fiataljai közül őt tartotta az egyik legtehetségesebbnek, egy vérbeli "10-es számúnak". Olyan korábbi Ajax-játékosokhoz hasonlította őt, mint Wesley Sneijder és Rafael van der Vaart, valamint a világhírű dán labdarúgó, Michael Laudrup, aki szintén játszott az Ajaxban. Első nemzetközi mérkőzését február 18-án játszotta az Európa-ligában, a Juventus ellen. Első gólját március 25-én szerezte meg a Holland Kupa elődöntőjében a Go Head Eagles elleni 6-0-ra megnyert mérkőzésen. Április 10-én meghosszabbította a szerződését és a következőket nyilatkozta: "Még mindig nagyon sokat tanulhatok itt és ez még nem fejeződött be, remélem sokat jelentek a klubnak". Május 6-án pályára lépett a Holland Kupa döntőjének visszavágóján a Feyenoord ellen, amit az Ajax fölényesen nyert meg 4-1-re. Mivel az első mérkőzést is megnyerték 2–0-ra, az Ajax nyerte meg a kupát, ami egyben Eriksen első trófeája volt a klubbal.

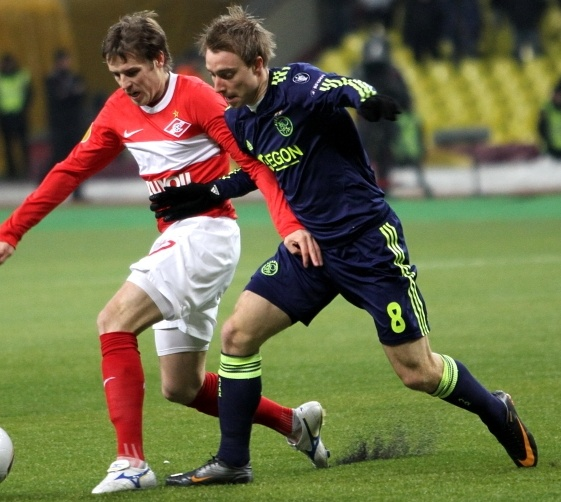
Eriksen az Ajax játékosaként már a 8-as mezben.

A következő, 2010–2011-es szezonban már az első csapat egyik kulcsjátékosa lett és megkapta a 8-as számú mezt. Élete első bajnoki gólját a 4. fordulóban, a De Graafschap ellen szerezte az amszterdami csapat mezében. Az Amsterdam Arenában az első gólját november 11-én egy kupamérkőzésen szerezte meg a BV Veendam ellen. Decemberben megkapta az "Év Tehetsége" díjat Dániában. Pár nappal később az ő góljával győzte le az Ajax 1-0-ra a Vitesse Arnhem csapatát. Élete első nemzetközi mérkőzésen szerzett gólját február 17-én szerezte; az Európa-liga 16-os döntőjében az Anderlecht ellen volt eredményes. Addigi pályafutása egyik legszebb gólját március 13-án szerezte a Willem II Tilburg elleni bajnoki mérkőzésen. A találkozó végén egy Miralem Sulejmanitól kapott passz után a félpályától egészen a kapuig szólóban vezette a labdát és ezt követően lőtt a hálóba. A szezon további részében is a csapat egyik legfontosabb játékosa volt, az idény végén pedig  sikerült megnyerniük a holland bajnoki címet. Eriksen kapta az Ajax csapatának szurkolóitól az "Év tehetsége" díjat is. Ezzel együtt május 23-án őt választották az Eredivisie-ben is az "Év tehetségének". Ő lett a második dán játékos aki megkapta ezt a díjat. Jon Dahl Tomasson 1996-ban, a Feyenoord játékosaként érdemelte ki az elismerést. Johan Cruyff több nyilatkozatában is elismerően szólt róla, Brian Laudruphoz és Michael Laudruphoz hasonlítva játékát és képességeit. A 2011 nyarán több klub is szerette volna leigazolni őt, leginkább az AC Milan érdeklődött felőle, Eriksen azonban maradt Amszterdamban, miután az év tavaszán 2014-ig meghosszabbította szerződését az Ajax-szal.

A 2011–2012-es szezonban is a felnőttcsapat egyik kezdőembereként volt számon tartva. Október 18-án szerezte meg élete első gólját a Bajnokok Ligájában, a csoportkör 3. fordulójában. Az ellenfél a horvát Dinamo Zágráb volt, akiket idegenben 2-0-ra győztek le az amszterdamiak. Ezzel a góllal ő lett az addigi második legfiatalabb gólszerző a Bajnokok Ligája 2011–2012-es szezonjában. A Dinamo Zágráb elleni visszavágón nem volt eredményes, kettő gólpasszt adott azonban csapattársainak, nagyban hozzájárulva csapata teljesítményéhez. November 7-én őt választották az "Év dán labdarúgójának". A szezon további részében minden bajnoki mérkőzésen pályára lépett. Márciusban egy portugál oldal elkészítette a "A 30 legértékesebb labdarúgó tehetség" listáját, amin Eriksen a 19. helyet foglalta el. Április 15-én, a De Graafschap ellen 3-1-re megnyert mérkőzés volt az Ajaxban játszott 100. tétmérkőzése. Csapata második találatát szerezve tette emlékezetesség jubileumát. Pár héttel később ismét sikerült megnyerniük az Eredivisie-t, így Eriksen megszerezte második bajnoki címét az Ajax-szal. A szezon végén őt választották meg a bajnokság harmadik legjobb játékosának, és bekerült az Eredivisie "Év csapatába" is.

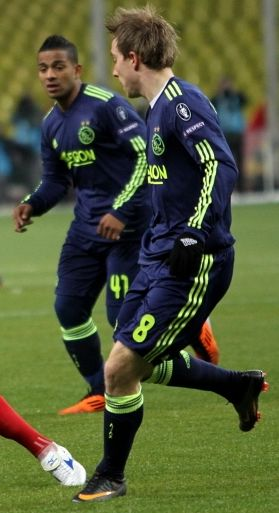
Ebecilio (balra) és Eriksen

A következő, 2012–2013-as szezonban is a csapat egyik alapembere maradt. Annak ellenére, hogy a nyáron ismét több nagy klub is szerette volna őt leszerződtetni, maradt Amszterdamban. Az őszi szezonban minden egyes bajnoki mérkőzésen pályára lépett. A legjobb formáját pedig a Bajnokok Ligája egyik csoportmérkőzésén, az angol bajnok Manchester City ellen nyújtotta. Ezt a mérkőzést kisebb meglepetésre 3-1-re nyerték meg az amszterdamiak. Eriksen egy góllal és egy gólpasszal járult hozzá a győzelemhez. Március 2-án a Twente Enschede ellen lejátszott rangadót az Ajax 2-0-ra nyerte meg, és így versenyben maradt a bajnoki címért. A dán középpályásnak ez a mérkőzés volt a 100. bajnoki találkozó, melyen pályára lépett a klub mezében. Két gólpasszt adott csapattársainak a találkozó során. Az Ajax végül ismét megnyerte a bajnokságot és így sikerült ismét megvédeniük a címüket. Eriksen a bajnokságban csupán egy mérkőzést hagyott ki és 10 bajnoki góljával a csapat egyik legeredményesebb játékosa lett. Akárcsak az előző szezon végén, ezúttal is tagja lett az "Év csapatának". A bajnoki cím mellett – 7 év után – újra sikerült megnyerniük a Holland Szuperkupát is. Július 27-én Amszterdamban játszották le döntőt, amelyen hosszabbítás után 3-2-re győzték le az AZ Alkmaar csapatát.
A szezon végeztével több klub – Borussia Dortmund, AC Milan, Zenyit Szentpétervár – is érdeklődik a dán középpályás iránt. A befutó az angol Tottenham Hotspur lett, akik 13,5 millió euróért igazolták le Eriksent. Hollandiában az új, 2013–2014-es szezon augusztus elején kezdődött, így Eriksen Londonba szerződése előtt az első 4 fordulóban pályára lépett az Ajaxban és ezeken a találkozókon lőtt két gólt és adott három gólpasszt.

### Tottenham Hotspur
2013. szeptember 14-én debütált a Norwich City ellen, első gólját az Európa-ligában lőtte a norvég Tromsönek. Első angliai szezonját 7 góllal zárta. A 2014-15-ös szezonban a csapat bejutott a Carling Cup döntőjébe, de ott kikapott a Chelsea FCtől.

### Internazionale
2020. január 28-án húszmillió euró ellenében 2024 nyaráig írt alá az olasz élvonalban szereplő Internazionale csapatához, ahol a 24-es mezszámot kapta meg.

### Brentford
2022. január 31-én 6 hónapra szerződtette az angol első osztályú együttes.
Február 26-án a 2021/22-es idény – 27. fordulójában debütált a Newcastle United elleni 0–2-re elvesztett idegenbeli bajnokin, csereként az 52. percben lépett pályára Mathias Jensen-t váltva. A következő héten kezdőként lépett pályára a Norwich City ellen, amelyen végigjátszotta a találkozót. 
Április 2-án szerezte első gólját a Chelsea vendégeként az 54. percben, amely 1–4-s győzelemmel ért véget.

### Manchester United

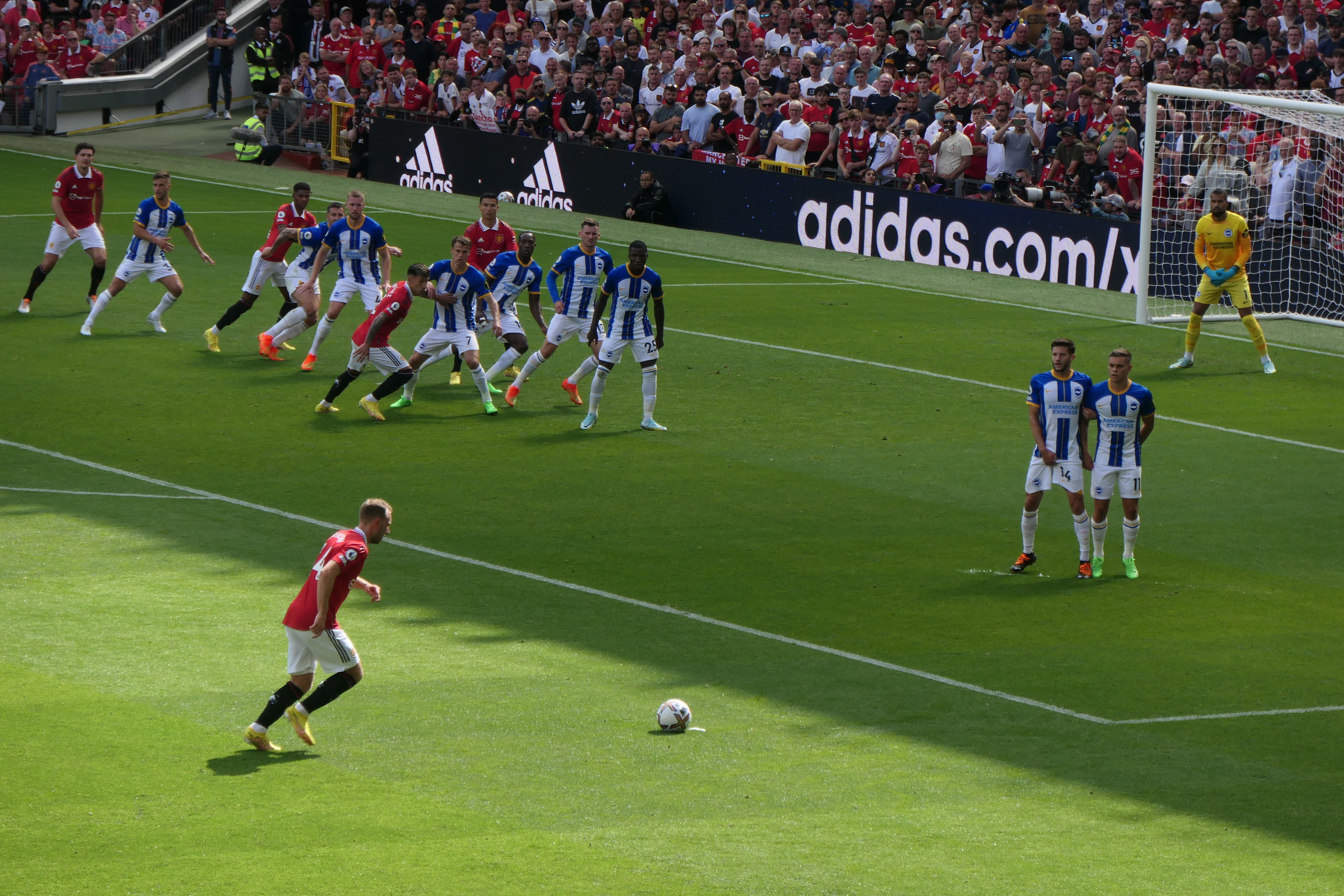
Eriksen a Manchester United színeiben, egy szabadrúgás elvégzése közben

2022. július 15-én, a Manchester United hivatalosan bejelentette, hogy szerződtette a dán középpályást, miután 2022. július 1-én lejárt a szerződése az angol Brentforddal. Eriksen egy három éves szerződést írt alá az angol rekordbajnokkal. Augusztus 7-én mutatkozott be a csapat színeiben, a Brighton & Hove Albion ellen. Első gólpasszát az Arsenal elleni rangadón adta, míg az első gólját a Fulham ellen szerezte novemberben.
A szezonban kiemelkedően játszott, januárra 7 gólpassza volt a bajnokságban. Január 31-én a Manchester United bejelentette, hogy a középpályás megsérült egy Andy Carrollal történt ütközés közben és május elejéig nem fog játszani. Ennek ellenére 2023. március végén vissza tudott térni edzeni, ugyan csak egyedül, azzal a céllal, hogy valamikor áprilisban már játszhasson. 2023. április 8-án tért vissza a keretbe, az Everton elleni bajnokira.
A 2024–2025-ös szezont ugyan gyengén kezdte, de 2024. szeptember 17-én duplázott a Barnsley elleni 7–0-ás győzelem során a ligakupában. A találatok mellett egy gólpasszt is adott, Alejandro Garnachónak. 2025 márciusában bejelentette, hogy a United nem ajánlott neki új szerződést, így a szezon végén elhagyja a csapatot.

### A válogatottban
2007 júliusában hívták be először az U17-es válogatott keretébe. Július 31-én debütált a válogatottban és az itt mutatott játékával lenyűgözte a csapat vezetőit. 2008-ban 16 mérkőzés alatt 9 alkalommal volt eredményes az U17-es válogatottban és ezért is itélte neki a Dán labdarúgó-szövetség ebben az évben az "U17-es válogatott tehetsége" díjat. Ebben az évben még az "Év tehetsége" díjra is jelölték de ezt nem ő, hanem Mathias Jørgensen nyerte el. 2009 februárjáig összesen 27 mérkőzésen lépett pályára az U17-es csapatban. Ezután 5 mérkőzést játszott az U18-as válogatottban, 3-3 mérkőzést az U19-es és az U21-es válogatottban. Tagja volt az U21-es válogatottnak 2011-ben a Dániában megrendezendő U21-es Európa-bajnokság alkalmával is. Az U21-es válogatottban itt szerezte egyetlen gólját Fehéroroszország ellen.
Első alkalommal 2010 februárjában hívták meg a felnőttcsapatba. A debütálás 2010 márciusában volt Ausztria ellen egy barátságos mérkőzésen. Ő lett az akkori negyedik legfiatalabb dán játékos aki bemutatkozhatott a felnőttválogatottban. Az addigi legfiatalabb Michael Laudrup volt. 2010. május 28-án jelentette be a szövetségi kapitány Morten Olsen, hogy Eriksen tagja a dél-afrikai Világbajnokságra kiutazó végleges keretnek. Így ő lett a legfiatalabb játékos aki részt vett a tornán. Két mérkőzésen – Hollandia és Japán ellen – lépett pályára a tornán. A csoportmérkőzések nem sikerültek nagyon jól, mivel Dánia nem jutott tovább.
2011. február 9-én egy barátságos mérkőzést játszottak Anglia ellen, amelyet 1:2-re nyertek az angolok. A mérkőzés után Eriksent nevezték a "Mérkőzés embere" címre. Nagyon sokan, köztük Frank Lampard, Rio Ferdinand, Morten Olsen és több médiaszakértő is nagyon dicsérte Eriksen teljesítményét. Június 4-én szerezte meg élete első válogatottbeli gólját. Ezt a gólt a 2012-es Eb-selejtező egyik mérkőzésén szerezte Izland ellen. Ezzel egy újabb rekordot döntött meg. 9 nappal fiatalabban talált be mint annak idején (1983-ban) Michael Laudrup és így ő lett a legfiatalabb dán, aki valaha is gólt lőtt a válogatottban.
Sikerült kijutniuk a 2012-es Európa-bajnokságra. A sorsolás után a "halálcsoportba" kerültek, ahol Németország, Hollandia és Portugália lett az ellenfél. Eriksen mindhárom csoportmérkőzésen kezdőként lépett pályára. Jól kezdtek, mivel Hollandiát legyőzték az első fordulóban de a további két mérkőzésüket elveszítették, így a harmadik helyen fejezték be a csoportküzdelmeket.
Eriksen 2021. június 12-én a Dánia–Finnország Európa-bajnoki mérkőzés 43. percében összeesett a pályán, amelyet követően újraélesztették. Stabil állapotban szállították kórházba. A mérkőzés az eset miatt félbeszakadt, és – miután Eriksen beszélt a csapattársaival – két órával később folytatódott.
2022. március 26-án Amszterdamban a holland labdarúgó-válogatott elleni felkészülési mérkőzésen a szünetben állt be, és két perccel később már gólt is szerzett. 2023. szeptember 7-én három gólpasszt adott és egy gólt is szerzett válogatottja San Marino elleni találkozóján.

## Statisztika

### Klubcsapatokban
2025. május 25-én frissítve.
| Klub              | Szezon           | Liga             | Liga  | Liga  | Kupa  | Kupa  | Ligakupa | Ligakupa | Európa | Európa | Egyéb | Egyéb | Összesen | Összesen |
| Klub              | Szezon           | Bajnokság        | Mérk. | Gólok | Mérk. | Gólok | Mérk.    | Gólok    | Mérk.  | Gólok  | Mérk. | Gólok | Mérk.    | Gólok    |
| ----------------- | ---------------- | ---------------- | ----- | ----- | ----- | ----- | -------- | -------- | ------ | ------ | ----- | ----- | -------- | -------- |
| Ajax              | 2009–2010        | Eredivisie       | 15    | 0     | 4     | 1     | —        | —        | 2      | 0      | —     | —     | 21       | 1        |
| Ajax              | 2010–2011        | Eredivisie       | 28    | 6     | 6     | 1     | —        | —        | 12     | 1      | 1     | 0     | 47       | 8        |
| Ajax              | 2011–2012        | Eredivisie       | 33    | 7     | 2     | 0     | —        | —        | 8      | 1      | 1     | 0     | 44       | 8        |
| Ajax              | 2012–2013        | Eredivisie       | 33    | 10    | 4     | 2     | —        | —        | 8      | 1      | —     | —     | 45       | 13       |
| Ajax              | 2013–2014        | Eredivisie       | 4     | 2     | —     | —     | —        | —        | —      | —      | 1     | 0     | 5        | 2        |
| Ajax              | Összesen         | Összesen         | 113   | 25    | 16    | 4     | —        | —        | 30     | 3      | 3     | 0     | 162      | 32       |
| Tottenham Hotspur | 2013–2014        | Premier League   | 25    | 7     | 1     | 0     | 1        | 0        | 9      | 3      | —     | —     | 36       | 10       |
| Tottenham Hotspur | 2014–2015        | Premier League   | 38    | 10    | 2     | 0     | 4        | 2        | 4      | 0      | —     | —     | 48       | 12       |
| Tottenham Hotspur | 2015–2016        | Premier League   | 35    | 6     | 4     | 1     | 1        | 0        | 7      | 1      | —     | —     | 47       | 8        |
| Tottenham Hotspur | 2016–2017        | Premier League   | 36    | 8     | 3     | 1     | 1        | 2        | 8      | 1      | —     | —     | 48       | 12       |
| Tottenham Hotspur | 2017–2018        | Premier League   | 37    | 10    | 3     | 2     | 1        | 0        | 6      | 2      | —     | —     | 47       | 14       |
| Tottenham Hotspur | 2018–2019        | Premier League   | 35    | 8     | 0     | 0     | 4        | 0        | 12     | 2      | —     | —     | 51       | 10       |
| Tottenham Hotspur | 2019–2020        | Premier League   | 20    | 2     | 2     | 0     | 1        | 0        | 5      | 1      | —     | —     | 28       | 3        |
| Tottenham Hotspur | Összesen         | Összesen         | 226   | 51    | 15    | 4     | 13       | 4        | 51     | 10     | —     | —     | 305      | 69       |
| Internazionale    | 2019–2020        | Serie A          | 17    | 1     | 3     | 1     | —        | —        | 6      | 2      | —     | —     | 26       | 4        |
| Internazionale    | 2020–2021        | Serie A          | 26    | 3     | 4     | 1     | —        | —        | 4      | 0      | —     | —     | 34       | 4        |
| Internazionale    | 2021–2022        | Serie A          | —     | —     | —     | —     | —        | —        | —      | —      | —     | —     | —        | —        |
| Internazionale    | Összesen         | Összesen         | 43    | 4     | 7     | 2     | —        | —        | 10     | 2      | 0     | 0     | 60       | 8        |
| Brentford         | 2021–2022        | Premier League   | 11    | 1     | 0     | 0     | 0        | 0        | 0      | 0      | 0     | 0     | 11       | 1        |
| Brentford         | Összesen         | Összesen         | 11    | 1     | 0     | 0     | 0        | 0        | 0      | 0      | 0     | 0     | 11       | 1        |
| Manchester United | 2022–2023        | Premier League   | 28    | 1     | 4     | 0     | 4        | 1        | 8      | 0      | —     | —     | 44       | 2        |
| Manchester United | 2023–2024        | Premier League   | 22    | 1     | 2     | 0     | 0        | 0        | 4      | 0      | —     | —     | 28       | 1        |
| Manchester United | 2024–2025        | Premier League   | 23    | 1     | 1     | 0     | 2        | 2        | 9      | 2      | 0     | 0     | 35       | 5        |
| Manchester United | Összesen         | Összesen         | 73    | 3     | 7     | 0     | 6        | 3        | 21     | 2      | 0     | 0     | 107      | 8        |
| Karrier összesen  | Karrier összesen | Karrier összesen | 466   | 84    | 45    | 10    | 19       | 7        | 112    | 17     | 3     | 0     | 645      | 118      |

1. ↑  Magában foglalja a Holland kupa, az Angol kupa és az Olasz kupa mérkőzéseket
2. ↑  Magában foglalja az Angol ligakupa mérkőzéseket
3. ↑  Magában foglalja a Bajnokok ligája és az Európa-liga mérkőzéseket
4. ↑  Magában foglalja az Holland szuperkupa mérkőzéseket

### A válogatottban
2025. március 23-án frissítve.
| Válogatott | Év       | Pályára lépés | Gól |
| ---------- | -------- | ------------- | --- |
| Dánia      | 2010     | 10            | 0   |
| Dánia      | 2011     | 10            | 2   |
| Dánia      | 2012     | 11            | 0   |
| Dánia      | 2013     | 11            | 2   |
| Dánia      | 2014     | 7             | 1   |
| Dánia      | 2015     | 8             | 1   |
| Dánia      | 2016     | 9             | 6   |
| Dánia      | 2017     | 9             | 9   |
| Dánia      | 2018     | 10            | 4   |
| Dánia      | 2019     | 10            | 6   |
| Dánia      | 2020     | 8             | 5   |
| Dánia      | 2021     | 6             | 0   |
| Dánia      | 2022     | 11            | 3   |
| Dánia      | 2023     | 6             | 1   |
| Dánia      | 2024     | 14            | 3   |
| Dánia      | 2025     | 2             | 1   |
| Összesen   | Összesen | 142           | 44  |

#### Góljai a válogatottban
| #  | Időpont              | Helyszín                                                    | Ellenfél      | Gólok | Eredmény | Kiírás                                     |
| -- | -------------------- | ----------------------------------------------------------- | ------------- | ----- | -------- | ------------------------------------------ |
| 1  | 2011. június 4.      | Laugardalsvöllur, Reykjavík, Izland                         | Izland        | 2–0   | 2–0      | 2012-es EB-selejtező                       |
| 2  | 2011. augusztus 10.  | Hampden Park, Glasgow, Skócia                               | Skócia        | 1–1   | 1–2      | Barátságos mérkőzés                        |
| 3  | 2013. június 5.      | Aalborg Stadion, Aalborg, Dánia                             | Grúzia        | 2–1   | 2–1      | Barátságos mérkőzés                        |
| 4  | 2013. augusztus 14.  | Stadion Energa Gdańsk, Gdańsk, Lengyelország                | Lengyelország | 1–1   | 2–3      | Barátságos mérkőzés                        |
| 5  | 2014. május 22.      | Nagyerdei stadion, Debrecen, Magyarország                   | Magyarország  | 1–1   | 2–2      | Barátságos mérkőzés                        |
| 6  | 2015. június 8.      | Viborg Stadion, Viborg, Dánia                               | Montserrat    | 1–1   | 2–1      | Barátságos mérkőzés                        |
| 7  | 2016. június 7.      | Panasonic Stadion, Szuita, Japán                            | Bulgária      | 2–0   | 4–0      | 2016-os Kirin-kupa                         |
| 8  | 2016. június 7.      | Panasonic Stadion, Szuita, Japán                            | Bulgária      | 3–0   | 4–0      | 2016-os Kirin-kupa                         |
| 9  | 2016. június 7.      | Panasonic Stadion, Szuita, Japán                            | Bulgária      | 4–0   | 4–0      | 2016-os Kirin-kupa                         |
| 10 | 2016. szeptember 4.  | Parken Stadion, Koppenhága, Dánia                           | Örményország  | 1–0   | 1–0      | 2018-as VB-selejtező                       |
| 11 | 2016. november 11.   | Parken Stadion, Koppenhága, Dánia                           | Kazahsztán    | 2–1   | 4–1      | 2018-as VB-selejtező                       |
| 12 | 2016. november 11.   | Parken Stadion, Koppenhága, Dánia                           | Kazahsztán    | 4–1   | 4–1      | 2018-as VB-selejtező                       |
| 13 | 2017. június 6.      | Brøndby Stadion, Brøndby, Dánia                             | Németország   | 1–0   | 1–1      | Barátságos mérkőzés                        |
| 14 | 2017. június 10.     | Központi Stadion, Almati, Kazahsztán                        | Kazahsztán    | 2–0   | 3–1      | 2018-as VB-selejtező                       |
| 15 | 2017. szeptember 1.  | Parken Stadion, Koppenhága, Dánia                           | Lengyelország | 4–0   | 4–0      | 2018-as VB-selejtező                       |
| 16 | 2017. szeptember 4.  | Vazgen Sargsyan Köztársasági Stadion, Jereván, Örményország | Örményország  | 2–1   | 4–1      | 2018-as VB-selejtező                       |
| 17 | 2017. október 5.     | Városi Stadion, Podgorica, Montenegró                       | Montserrat    | 1–0   | 1–0      | 2018-as VB-selejtező                       |
| 18 | 2017. október 8.     | Parken Stadion, Koppenhága, Dánia                           | Románia       | 1–0   | 1–1      | 2018-as VB-selejtező                       |
| 19 | 2017. november 14.   | Aviva Stadion, Dublin, Írország                             | Írország      | 2–1   | 5–1      | 2018-as VB-selejtező                       |
| 20 | 2017. november 14.   | Aviva Stadion, Dublin, Írország                             | Írország      | 3–1   | 5–1      | 2018-as VB-selejtező                       |
| 21 | 2017. november 14.   | Aviva Stadion, Dublin, Írország                             | Írország      | 4–1   | 5–1      | 2018-as VB-selejtező                       |
| 22 | 2018. június 9.      | Brøndby Stadion, Brøndby, Dánia                             | Mexikó        | 2–0   | 2–0      | Barátságos mérkőzés                        |
| 23 | 2018. június 21.     | Szamara Aréna, Szamara, Oroszország                         | Ausztrália    | 1–0   | 1–1      | 2018-as VB                                 |
| 24 | 2018. szeptember 9.  | Ceres Park, Aarhus, Dánia                                   | Wales         | 1–0   | 2–0      | 2018–2019-es UEFA Nemzetek Ligája (B liga) |
| 25 | 2018. szeptember 9.  | Ceres Park, Aarhus, Dánia                                   | Wales         | 2–0   | 2–0      | 2018–2019-es UEFA Nemzetek Ligája (B liga) |
| 26 | 2019. március 21.    | Fadil Vokrri Stadion, Pristina, Koszovó                     | Koszovó       | 1–1   | 2–2      | Barátságos mérkőzés                        |
| 27 | 2019. június 10.     | Parken Stadion, Koppenhága, Dánia                           | Grúzia        | 2–1   | 5–1      | 2020-as EB-selejtező                       |
| 28 | 2019. szeptember 5.  | Victoria Stadion, Gibraltár                                 | Gibraltár     | 2–0   | 6–0      | 2020-as EB-selejtező                       |
| 29 | 2019. szeptember 5.  | Victoria Stadion, Gibraltár                                 | Gibraltár     | 3–0   | 6–0      | 2020-as EB-selejtező                       |
| 30 | 2019. november 15.   | Parken Stadion, Koppenhága, Dánia                           | Gibraltár     | 5–0   | 6–0      | 2020-as EB-selejtező                       |
| 31 | 2019. november 15.   | Parken Stadion, Koppenhága, Dánia                           | Gibraltár     | 6–0   | 6–0      | 2020-as EB-selejtező                       |
| 32 | 2020. október 7.     | MCH Arena, Herning, Dánia                                   | Feröer        | 2–0   | 4–0      | Barátságos mérkőzés                        |
| 33 | 2020. október 11.    | Laugardalsvöllur, Reykjavík, Izland                         | Izland        | 2–0   | 3–0      | 2020–2021-es UEFA Nemzetek Ligája (A liga) |
| 34 | 2020. október 14.    | Wembley Stadion, London, Anglia                             | Anglia        | 1–0   | 1–0      | 2020–2021-es UEFA Nemzetek Ligája (A liga) |
| 35 | 2020. november 15.   | Parken Stadion, Koppenhága, Dánia                           | Izland        | 1–0   | 2–1      | 2020–2021-es UEFA Nemzetek Ligája (A liga) |
| 36 | 2020. november 15.   | Parken Stadion, Koppenhága, Dánia                           | Izland        | 2–1   | 2–1      | 2020–2021-es UEFA Nemzetek Ligája (A liga) |
| 37 | 2022. március 26.    | Johan Cruijff Arena, Amszterdam, Hollandia                  | Hollandia     | 2–3   | 2–4      | Barátságos mérkőzés                        |
| 38 | 2022. március 29.    | Parken Stadion, Koppenhága, Dánia                           | Szerbia       | 3–0   | 3–0      | Barátságos mérkőzés                        |
| 39 | 2022. szeptember 22. | Maksimir Stadion, Zágráb, Horvátország                      | Horvátország  | 1–1   | 1–2      | 2022–2023-as UEFA Nemzetek Ligája (A liga) |
| 40 | 2023. szeptember 7.  | Parken Stadion, Koppenhága, Dánia                           | San Marino    | 4–0   | 4–0      | 2024-es EB-selejtező                       |

## Sikerei, díjai

### Klubokban
Ajax
- Holland bajnok (3x): 2010–11, 2011–12, 2012–13
- Holland kupa (1x): 2009–10
- Holland szuperkupa (1x): 2013

 Tottenham Hotspur
- Angol ligakupa döntős (1x): 2014–15
- UEFA-bajnokok ligája döntős (1x): 2018–19

 Internazionale
- Serie A bajnok: 2020–21
- Európa-liga döntős: 2019–20

 Manchester United
- Angol ligakupa: 2022–2023
- Angol kupagyőztes: 2023–2024
  - döntős: 2022–2023

### Egyéni
- Év dán labdarúgója: 2013,2014,2015
- Eredivisie Legjobb fiatal labdarúgója: 2011
- AFC Ajax Év tehetsége: 2011
- Dán U17-es labdarúgó válogatott legnagyobb tehetsége: 2008